# 圣马丁-德鲁维亚莱斯
圣马丁-德鲁维亚莱斯，是西班牙卡斯蒂利亚-莱昂布尔戈斯省的一个市镇。总面积19平方公里，总人口226人（2001年），人口密度12人/平方公里。